# كلود (فولكلور)
كلود (بالإنجليزية: Kludde)‏ كلود في الفولكلور البلجيكي روح مائي يطوف الريف الفلمنكي. ويختبئ هذا المخلوق حتی بزوغ الفجر والشمس، ويهاجم المسافرين. والمسافرون الحذرون يسمعون فقط الصوت الذي يكشف عن وجود كلود في الجوار: صليل السلاسل التي يغطي نفسه بها. ويظهر كلود عادة على شكل كلب أسود متوحش يسير على القائمتين الخلفيتين. وكلما أسرع السابلة أسرع هذا الوحش خلفهم، فيلتف بين الأشجار مثل الأفعوان العملاق. ولكن الكلب ليس الشكل الوحيد الذي يظهر فيه هذا الوحش. يمكن أن يتخذ شكل هرة سوداء شعرانية ضخمة، أو على شكل طائر أسود مخيف.